# Elecciones generales del Líbano de 2022
Las elecciones generales del Líbano de 2022 se llevaron a cabo el 15 de mayo del mismo año. Debido a la actual crisis política y económica, así como a la controvertida ley electoral, se especuló que la elección podía posponerse.

## Sistema electoral
Los 128 miembros del Parlamento son elegidos en distritos electorales de varios miembros, distribuidos entre las diversas denominaciones cristianas y musulmanas según acordado en el Acuerdo de Taif.
La distribución es la siguiente:
| Confesión            | Antes de Taif | Después de Taif |
| -------------------- | ------------- | --------------- |
| Maronitas            | 30            | 34              |
| Ortodoxos orientales | 11            | 14              |
| Católicos orientales | 6             | 8               |
| Ortodoxos armenios   | 4             | 5               |
| Católicos armenios   | 1             | 1               |
| Protestantes         | 1             | 1               |
| Otros cristianos     | 1             | 1               |
| Cristianos           | 54            | 64              |
| Sunitas              | 20            | 27              |
| Chiitas              | 19            | 27              |
| Drusos               | 6             | 8               |
| Alawitas             | 0             | 2               |
| Musulmanes           | 45            | 64              |
| Total                | 99            | 128             |